# أنور حامد
أنور حامد هو صحفي وكاتب وروائي فلسطيني، يكتب بثلاث لغات: العربية والمجرية والإنجليزية. ولد في بلدة عنبتا في الضفة الغربية عام 1957، وبدأ نشاطه الإبداعي أثناء المرحلة الثانوية. نشرت قصائده وقصصه القصيرة الأولى في جريدة القدس والفجر الصادرتين في مدينة القدس. نشر له حتى الآن عشر روايات باللغة العربية.

## أعماله المنشورة
نشرت للكاتب حتى الآن عشر روايات باللغة العربية.
1-حجارة الألم: صدرت هذه الرواية أولا باللغة المجرية في بودابست عام 2004، ولاقت استقبالا حارا من النقاد والقراء على حد سواء، إلى درجة أن أحد النقاد طالب بإدراجها ضمن المنهاج الدراسي للمدارس المجرية. كان من أهم المتحمسين للرواية رئيس جمهورية المجر آرباد غونس، واطراها بكلمات حارة. صدرت الرواية عن دار أوغاريت في رام الله عام 2005.
2-شهرزاد تقطف الزعتر في عنبتا: صدرت في بيروت عن المؤسسة العربية للدراسات والنشر عام 2008 ولاقت استقبالا حارا من الوسط الأدبي العربي، وقد وصف الروائي المصري بهاء طاهر أسلوبها الساخر بأنه «امتداد لأسلوب إميل حبيبي».
3-جسور وشروخ وطيور لا تحلق: صدرت في بيروت عن المؤسسة العربية للدراسات والنشر عام 2010.
4- «يافا تعد قهوة الصباح»، صدرت في بيروت عن المؤسسة العربية للدراسات والنشر في شهر يونيو 2012. رشحت لجائزة العالمية للرواية العربية ووصلت إلى القائمة الطويلة بين 16 رواية عربية، من أصل 133 رواية رشحت للجائزة.
5- «جنين 2002» رشحت للجائزة العالمية للرواية العربية (البوكر العربية).
6 - والتيه والزيتون 2016.
7- مي وملح، 2017.
8- شجن، 2019.
9- “غريب"، 2021.
10-أشباه وأشباح، 2023.
وهناك أعمال صدرت بالمجرية والإنجليزية.

## وصلات خارجية
- صفحة أنور حامد على موقع أبجد